# Дэв, Жан
Жан Дэв (фр. Jean Daive, собственно Jean de Schrynmakers; род. 13 мая 1941, Перве) — бельгийский поэт и переводчик.

## Биография
Родился в валлонской провинции Эно. Работал издателем энциклопедической литературы, журналистом и продюсером на радио France Culture (1975—2009), издавал несколько литературных журналов. С 2001 года руководит Международным центром поэзии в Марселе. Много жил в Австрии (Вена) и США (Нью-Йорк, Лос-Анджелес). Дружил с Паулем Целаном, Анн-Мари Альбьяш.

## Творчество
Со второй половины 1960-х годов один из крупнейших франкоязычных авангардных поэтов. Кроме собственно поэзии, автор рефлексивной прозы, перемежающейся стихами. Переводил лирику Пауля Целана и Роберта Крили. Глубоко увлечен современной музыкой, сотрудничает с художниками. Его стихи и проза выходили отдельными книгами на английском и немецком языках.

## Произведения

### Поэзия
- Décimale Blanche, поэма (1967, опубл. в парижском журнале Ephémère, пер. на немецкий Пауля Целана, на английский Сида Кормана)
- Fut Bâti (1973)
- L'Absolu reptilien (1975)
- N, M, U (1975)
- Le Cri-cerveau (1977)
- Narration d'équilibre 1 : Antériorité du scandale, 2 : " Sllt ", 3 : Vingt-quatre images seconde, поэма (1982)
- Un transitif (1984)
- Narration d'équilibre 4 : W (1985)
- Narration d'équilibre 5 : America domino (1987)
- Narration d'équilibre 6 : Alphabet, 7 : Une Leçon de musique, 8 : Grammaire, 9 : Suivez l'enfant (1990)
- Trilogie du temps 1 : Objet bougé (1999)
- Trilogie du temps 2 : Le Retour passeur (2000)
- Trilogie du temps 3 : Les Axes de la terre (2001)
- Une Femme de quelques vies (2009)
- Onde générale (2011)

### Романы, повести
- Le Jeu des séries scéniques (1975)
- 1, 2, de la série non aperçue (1975)
- La Condition d'infini 1 : Un Trouble (1995)
- La Condition d'infini 2 : Le Jardin d'hiver, 3 : La Maison des blocs tombés, 4 : Le Mur d'or (1995)
- La Condition d'infini 5 : Sous la coupole (1996)
- L’Autoportrait aux dormeuses (2000)
- Le Grand Incendie de l'Homme (2007)

### Эссе и другая проза
- Tapiès répliquer (1981)
- Si la neige devenait plus blanche (1985)
- Propositions d'été induites par des énoncés d'hiver (1989)
- L'énonciateur des extrêmes (2012)